# Pardesoa
Pardesoa (oficialmente Santiago de Pardesoa) es una parroquia española del municipio de Forcarey, perteneciente a la provincia de Pontevedra, en la comunidad autónoma de Galicia.

## Historia
Hacia mediados del siglo XIX, la parroquia, ya por entonces perteneciente a Forcarey, tenía contabilizada una población de quinientos habitantes. Aparece descrita en el duodécimo volumen del Diccionario geográfico-estadístico-histórico de España y sus posesiones de Ultramar de Pascual Madoz con las siguientes palabras:

PARDESOA (Santiago): felig. en la prov. de Pontevedra (7 leg.), part. jud. de Tabeirós (á la Estrada 4), dióc. de Santiago (7), ayunt. de Forcarey (1). sit. en la falda setentrional del monte de la Portela en terreno llano: reinan principalmente los aires del N. y NO., el clima es frio y las enfermedades mas comunes pulmonias. Tiene 119 casas en los l. de Fijoó, Lamas, San Márcos, Pardesoa, Pusada, Sisto y Sotelo. La igl. parr. (Santiago) se halla servida por un cura de segundo ascenso y patronato lego. Hay una ermita dedicada á San Márcos en el l. de este nombre, y otra á Sta. Maria en el de Fijoó. Confina el térm. N. Bentojo; E. Magdalena de Montes; S. Lebozan, y O. Presqueira. El terreno es de mediana calidad; la parte montuosa produce esquilmo y tojo: le bañan 2 arroyuelos que bajan del monte de Portela de Seijo; este monte que existe hácia el S. se enlaza con el de Candan. Atraviesa por el térm. el camino que desde Santiago dirige á Ribadavia, con el cual enlaza en el l. de Sotelo la carretera que viene desde Pontevedra. prod.: maiz, centeno, patatas, lino y mijo; se cria ganado vacuno, de cerda, lanar y cabrio; caza de perdices, conejos, liebres y lobos. ind.: la agrícola y 2 molinos de invierno. pobl.: 119 vec., 500 alm. contr.: con su ayunt. (V.).
(Madoz, 1849, pp. 691-692)

En 2023, tenía empadronados 149 habitantes.